# Christian-Auguste de Holstein-Gottorp
Christian-Auguste de Holstein-Gottorp (en allemand :  Christian August von Schleswig-Holstein-Gottorf) est né le 11 janvier 1673 à Gottorp, où il est mort le 24 avril 1726.
Il est régent de la principauté de Holstein-Gottorp, prince-évêque de Lübeck et prince d'Eutin.

## Famille
Il est le fils du duc Christian-Albert de Holstein-Gottorp et de Frédérique-Amélie de Danemark, et le frère cadet du duc Frédéric IV de Holstein-Gottorp (père du duc Charles-Frédéric et grand-père du tsar de Russie Pierre III, d'où la suite des Romanov, cf. ci-dessous ; en 1773, par le traité de Tsarskoïe Selo, le fils de Pierre III, Paul de Holstein-Gottorp-Romanov, échange avec Christian VII de Danemark le Holstein-Gottorp contre Oldenbourg — échu aux souverains danois depuis la mort du comte Antoine-Gonthier d'Oldenbourg en 1667 : cf. les articles comté et duché d'Oldenbourg).

### Mariage et descendance
En 1704, Christian-Auguste de Holstein-Gottorp épousa Albertine-Frédérique de Bade-Durlach (1682-1755), fille du margrave Frédéric VII Magnus de Bade-Durlach, et petite-fille paternelle de Christine-Madeleine de Deux-Ponts-Cleebourg-Suède.
Douze enfants sont nés de cette union :
- Sophie (1705-1764) est abbesse de Herford
- Charles-Auguste de Holstein-Gottorp (1706-1727) est prince-évêque de Lübeck
- Frédérique (1708-1731)
- Anne (1709-1768) : en 1742, elle épouse Guillaume de Saxe (1701-1771)
- Adolphe-Frédéric, futur roi de Suède (1751-1771), épouse en 1744 Louise-Ulrique de Prusse, sœur cadette de Frédéric II ;
- Frédéric-Auguste (1711-1785), comte d'Oldenbourg en 1774 par cession de son arrière-petit-cousin Paul de Russie ci-dessus, Ier duc d'Oldenbourg en 1777, il épouse Ulrique-Frédérique de Hesse-Cassel (†1787), (fille de Maximilien de Hesse-Cassel) : Postérité, dont le 2e duc d'Oldenbourg Pierre-Frédéric-Guillaume (1754-1823) ;
- Jeanne-Élisabeth de Holstein-Gottorp (1712-1760) : en 1727, elle épouse le prince Christian-Auguste d'Anhalt-Zerbst (1690-1747) et est la mère de la tsarine Catherine II (qui épouse son cousin Pierre III, petit-fils du duc Frédéric IV de Holstein-Gottorp ci-dessus, d'où leur fils Paul) ;
- Frédérique (1713-1713)
- Jeanne (1714-1714)
- Guillaume (1716-1719)
- Frédéric (1718-1719)
- Georges-Louis (1719-1763), duc de Schleswig-Holstein-Gottorp, fonde la seconde branche de la Maison d'Oldenbourg-Gottorp, continuée par son fils Pierre-Frédéric-Louis (1755-1829), 3e duc d'Oldenbourg et père du Ier Grand-duc d'Oldenbourg, Paul-Frédéric-Auguste (1783-1853).

## Biographie
Son frère aîné Frédéric IV de Holstein-Gottorp succède à son père à Gottorp le 6 janvier 1695, Christian-Auguste reçoit la petite principauté d'Eutin. Les membres de la Maison de Holstein-Gottorp sont prince-évêque de Lübeck, ce titre leur donnant une position princière dans le Saint-Empire romain germanique.
À sa mort, le 19 juillet 1702, Frédéric IV de Holstein-Gottorp laisse comme héritier à Gottorp un fils mineur, Charles-Frédéric de Holstein-Gottorp. Christian-Auguste de Holstein-Gottorp est désigné comme administrateur puis régent de la principauté de Holstein-Gottorp. Lors de la Grande guerre du Nord, cette principauté subit d'énormes ravages.

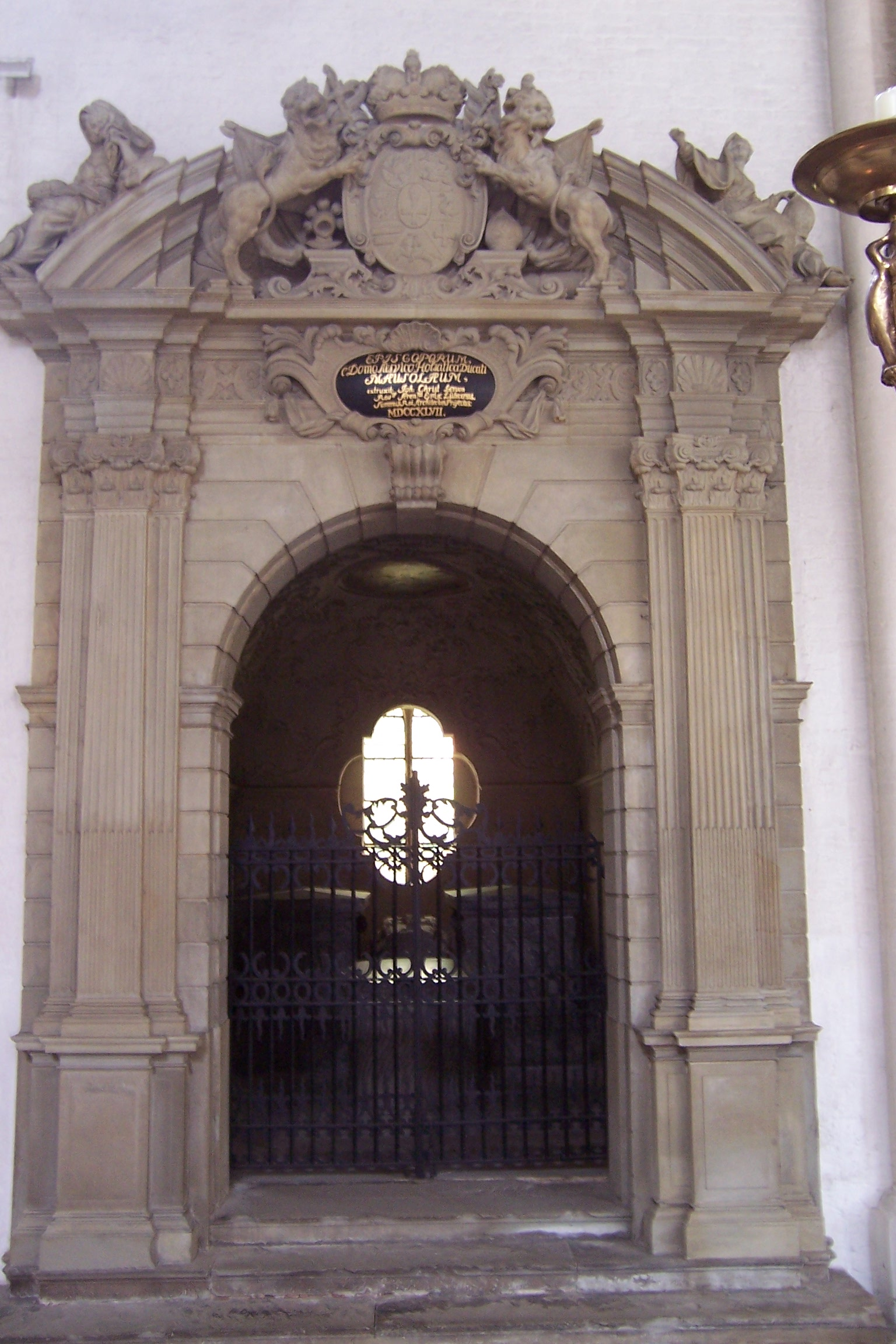
Portail funéraire de Christian-Auguste dans la cathédrale de Lübeck.

## Généalogie
Christian-Auguste de Holstein-Gottorp appartient à la première branche de la Maison d'Oldenbourg-Gottorp issue de la première branche de la Maison d'Oldenbourg. Il est l'ascendant de l'actuel chef de la Maison impériale de Russie, le grand-duc Nicolas Romanovitch, du prince Georges de Hohenzollern, et du prince Antoine Gunther d'Oldenbourg.